# シャトー・デ・ローゼス
『シャトー・デ・ローゼス』（CHATEAU DE ROSES）は、2004年製作・2005年に公開された日本映画。日本映画であるが、台詞は全編英語となっている。

## ストーリー
モーラは捨て子としてシャトー・デ・ローゼスの住人たちに育てられた。盲目の長老マリアの命が残りわずかだと彼女は知った。そしてメモリアルパークを作ろうと提案。住人たちは個性や特技を生かして、資金繰りに奔走する。

## キャスト
- モーラ：みずのえみこ
- キティ：ミトイ・サンタアナ
- ジュリー：リチャード・カンナン
- モンロー：ジェイク・マカバガル
- マリア：バーナード・ベルナード
- チン：アレクサンダー・コルテス
- ケンジ：岡安泰樹
- ローズマリー：柴田かよこ
- ユキ：篠井英介
- キャサリン：ナオミ・グレース